# العلاقات الأرجنتينية المكسيكية
العلاقات الأرجنتينية المكسيكية هي العلاقات الثنائية التي تجمع بين الأرجنتين والمكسيك.

## مقارنة بين البلدين
هذه مقارنة عامة ومرجعية للدولتين:
| وجه المقارنة                                              | الأرجنتين                                               | المكسيك                                                                               |
| --------------------------------------------------------- | ------------------------------------------------------- | ------------------------------------------------------------------------------------- |
| المساحة (كم2)                                             | 2.78 مليون                                              | 1.97 مليون                                                                            |
| عدد السكان (نسمة)                                         | 44.27 مليون                                             | 130.53 مليون                                                                          |
| الكثافة السكانية (ن./كم²)                                 | 15.92                                                   | 66.26                                                                                 |
| العاصمة                                                   | بوينس آيرس                                              | مدينة مكسيكو                                                                          |
| اللغة الرسمية                                             | اللغة الإسبانية                                         | اللغة الإسبانية                                                                       |
| العملة                                                    | البيزو الأرجنتيني 1983 ‏، بيزو أرجنتيني، أسترال أرجنتيني | بيزو مكسيكي                                                                           |
| الناتج المحلي الإجمالي (بليون دولار)                      | 637.59 مليار                                            | 1.15 تريليون                                                                          |
| الناتج المحلي الإجمالي (تعادل القوة الشرائية) بليون دولار | 883.02 مليار                                            | 2.16 تريليون                                                                          |
| الناتج المحلي الإجمالي الاسمي للفرد دولار أمريكي          | 13.43 ألف                                               | 9.01 ألف                                                                              |
| الناتج المحلي الإجمالي للفرد دولار أمريكي                 |                                                         | 17.32 ألف                                                                             |
| مؤشر التنمية البشرية                                      | 0.827                                                   | 0.756                                                                                 |
| رمز المكالمات الدولي                                      | +54                                                     | +52                                                                                   |
| رمز الإنترنت                                              | .ar                                                     | .mx                                                                                   |
| المنطقة الزمنية                                           | 00                                                      | منطقة زمنية وسطى، المنطقة الزمنية الجبلية، زمن منطقة المحيط الهادئ، منطقة زمنية شرقية |

## مدن متوأمة
في ما يلي قائمة باتفاقيات التوأمة بين مدن أرجنتينية ومكسيكية:
- ترتبط روساريو مع مونتيري باتفاقية توأمة منذ 1988.[13][13][13][13]
- ترتبط مار دل بلاتا مع Benito Juárez Municipality, Quintana Roo [الإنجليزية]‏ باتفاقية توأمة.
- ترتبط بوينس آيرس مع مدينة مكسيكو باتفاقية توأمة منذ 19 مايو 1994.
- ترتبط مندوزا مع مونتيري باتفاقية توأمة.

## منظمات دولية مشتركة
يشترك البلدان في عضوية مجموعة من المنظمات الدولية، منها:
| علم المنظمة | اسم المنظمة                                                          | تاريخ انضمام الأرجنتين | تاريخ انضمام المكسيك |
| ----------- | -------------------------------------------------------------------- | ---------------------- | -------------------- |
|             | المنظمة الهيدروغرافية الدولية                                        | ?                      | ?                    |
|             | مجموعة العشرين                                                       | ?                      | ?                    |
|             | منظمة الشرطة الجنائية الدولية                                        | ?                      | ?                    |
|             | بنك أمريكا الوسطى للتكامل الاقتصادي ‏                                 | ?                      | ?                    |
|             | ميركوسور                                                             | ?                      | ?                    |
|             | الاتحاد البريدي العالمي                                              | ?                      | ?                    |
|             | وكالة حظر الأسلحة النووية في أمريكا اللاتينية ومنطقة البحر الكاريبي ‏ | ?                      | ?                    |
|             | منظمة التجارة العالمية                                               | ?                      | 1995                 |
|             | الفريق المعني برصد الأرض                                             | ?                      | ?                    |
|             | مجموعة الموردين النوويين                                             | ?                      | ?                    |
|             | مؤسسة التنمية الدولية                                                | 3 أغسطس 1962           | 24 أبريل 1961        |
|             | مؤسسة التمويل الدولية                                                | 13 أكتوبر 1959         | 20 يوليو 1956        |
|             | منظمة حظر الأسلحة الكيميائية                                         | ?                      | ?                    |
|             | الأمم المتحدة                                                        | 24 أكتوبر 1945         | 7 نوفمبر 1945        |
|             | الاتحاد الدولي للاتصالات                                             | 1889                   | 1 يوليو 1908         |
|             | البنك الدولي للإنشاء والتعمير                                        | 20 سبتمبر 1956         | 31 ديسمبر 1945       |
|             | مجموعة أستراليا                                                      | 1993                   | 2013                 |
|             | وكالة ضمان الاستثمار متعدد الأطراف                                   | 11 فبراير 1992         | 1 يوليو 2009         |
|             | يونسكو                                                               | 15 سبتمبر 1948         | 4 نوفمبر 1946        |

## أعلام
هذه قائمة لبعض الشخصيات التي تربطها علاقات بالبلدين:
- ألفونسو رييس أوتشوا (17 مايو 1889[21][22][23] – 27 ديسمبر 1959[21][24][22])
- أمادو نيرفو (شاعر مكسيكي، 27 أغسطس 1870[25][26][27] – 24 مايو 1919[25][26][27])
- إدواردو وايلد (سياسي أرجنتيني، 15 يونيو 1844[28][29][30] – 5 سبتمبر 1913[28][29][30])
- روزاريو غرين (سياسية مكسيكية، 31 مارس 1941[31] – 25 نوفمبر 2017)
- فاكوندو سواريز (سياسي أرجنتيني، 5 نوفمبر 1923 – 2 أغسطس 1998)
- فرانسيسكو ليون دي لا بارا (رئيس مكسيكي سابق، 16 يونيو 1863[32][33] – 23 سبتمبر 1939[32][33])
- فيليبي كولومبو (ممثل مكسيكي، 8 يناير 1983 – )
- هيكتور خوسيه كامبورا (26 مارس 1909[34][35] – 18 ديسمبر 1980)

## وصلات خارجية
- موقع وزارة الخارجية الأرجنتينية
- موقع وزارة الخارجية المكسيكية